# 山形ビッグウイング
山形ビッグウイング（やまがたビッグウイング）は、山形県山形市に在るコンベンションホール。正式名称は山形国際交流プラザ（やまがたこくさいこうりゅうプラザ）。山形市が施設を設置し、指定管理者制度の導入によって、一般財団法人山形コンベンションビューローが管理・運営する。毎月様々なイベントで利用されている。

## 概要
山形市平久保の約10.5haの敷地に市が総工費約79億円を投じ、コンベンションホールの山形国際交流プラザ（山形ビッグウイング）を建設。1994年8月にオープンした。
施設は国際会議から各種の会合や研修に対応できる会議棟、国際的な見本市が開催できる展示棟およびこの2棟を有機的に結びつける交流ホールで構成される。また2棟を取り囲むように、国際交流庭園・屋外イベント広場・国際交流広場を配置。また会議棟3階に、山形国際ドキュメンタリー映画祭の応募作をはじめとするドキュメンタリー映画の秀作を収集・保存のほか鑑賞も可能な、山形ドキュメンタリーフィルムライブラリーが開設されている。

## 交通
- 山形駅より
  - バス「山形県立中央病院」行乗車「ビッグウィング前」下車 （約20分）。
  - タクシー約15分。
- 羽前千歳駅より
  - 徒歩15分
- 車
  - 山形北インターチェンジから約5分。

## 周辺
- 山形市総合スポーツセンター
- 山形流通団地
- ヨークタウン落合（ヨークベニマル落合店）
- さくらんぼテレビ本社